# 아드리안 릭치우티
아드리안 릭치우티(스페인어: Adrián Ricchiuti, 1978년 6월 30일 ~ )는 아르헨티나의 전 축구 선수이다.